# Un cadeau pour Sophie

Un cadeau pour Sophie est un album de conte et de chansons de Gilles Vigneault, paru le 17 octobre 2007 sous l'étiquette La Montagne Secrète. Gilles Vigneault en est le narrateur et interprète également quelques chansons. L'histoire tourne autour de deux enfants que l'on voit évoluer sur quatre saisons et sur la découverte d'un bien étrange cadeau. Les illustrations du conte sont de Stéphane Jorish.

## Titres des chansons
1. Un cadeau pour Sophie (conte)  James Hyndman
2. Comptine pour les temps qui viennent  Martin Léon
3. Un ami que j'aime  Ariane Moffatt
4. Toujours avec elle  Pierre Lapointe
5. C'est dans la nature des choses  Pierre Flynn
6. Matou en miniature  Jessica Vigneault
7. J'en ai plein mon nid  Francis Cabrel
8. Avec un bout de bois  Térez Montcalm
9. La Maison du bonhomme  Tous
10. Valse de la vieille valise  Tous